# ファインブランキングプレス
ファインブランキングプレスとは、プレス加工による剪断加工法の一種であるファインブランキング工法を用いた精密打ち抜き装置を指す。「FBプレス」ともいう。JISに本加工に用いる機械プレスとして定義されている。

## 概要
ファインブランキングは、被加工材（おもに薄板の金属板）に高精度な打ち抜きせん断（や副次的に曲げ加工、絞り加工といった複合加工）を行う工法であり、材料を加工直前に金型内でパンチ・ダイス・エジェクターで拘束し、静水圧効果（材料中に均等な高い圧力を発生させる）により金属の変形能を高めた状態で打ち抜くことにより、平滑な全せん断面やμm単位の加工精度を得ることが出来る加工方法。
ファインブランキングプレスでは、パンチ（雄型）の周囲に被加工材を保持する鋭い突起を持った板押さえ（Vリング）が配置され、打ち抜きを行う直前に材料のブランク部分を押さえ込んで流動を拘束し加工中の静水圧を高める役割を行う。ダイス（雌型）内側にクッションプレートを配置し、逆押さえ力を発生させ、せん断時の加工品を緊密に保持し、加工後に製品を金型から排除する役割を行う。
シェービング加工を行わずともダレやカエリのない高精度なせん断面・加工形状が得られる反面、高精度かつ高剛性なプレス金型が必要で、直接加工に必要なプレス駆動力以外に板押さえによりブランク部分の材料を押さえておく力およびエジェクターによる逆押さえ力が必要となり構造が複雑で精度が必要となる。

### JISの定義
JIS規格 プレス機械-用語（JIS B 0111）において『一行程で精密打抜き加工を行う機械プレス』と記されている。

## 脚註
1. ↑  ファインブランキングプレス - プレス機械